# Caspar Wessel
Caspar Wessel (ur. 8 czerwca 1745 w Vestby, zm. 25 marca 1818 w Kopenhadze) – norwesko-duński matematyk, z zawodu mierniczy.
Starszy brat Caspara Wessela, Johan Herman Wessel jest znaną postacią literatury norweskiej i duńskiej.

## Życiorys
Wessel urodził się w Jonsrud, Vestby, Akershus w Norwegii. W 1763, po ukończeniu liceum, udał się do Danii w celu odbycia dalszych studiów (Norwegia nie posiadała wówczas uniwersytetu). W 1778 uzyskał stopień candidatus juris, jednakże w 1794 został zatrudniony jako mierniczy (od 1798 jako królewski inspektor miernictwa).

### Matematyka
Jego główna rozprawa, Om directionens analytiske betegning, została przedstawiona w Królewskiej Duńskiej Akademii Nauk i Literatury w 1797. Napisana po duńsku praca przeszła bez echa w Europie, a te same wyniki zostały otrzymane niezależnie przez Arganda (w 1806) i Gaussa (w 1831).
Obecnie pierwszeństwo Wessela w interpretacji liczby zespolonej jako punktu płaszczyzny zespolonej pozostaje niekwestionowane. Jego praca została wydana ponownie po francusku w 1897 pod tytułem Essai sur la représentation analytique de la direction i po angielsku w 1999 pod tytułem On the analytic representation of direction (pol. „O analitycznej reprezentacji kierunku”).